# Suc pancreàtic
El suc pancreàtic és un líquid secretat pel pàncrees, el qual conté una varietat d'enzims, incloent tripsinogen, quimotripsinogen, elastasa, carboxipeptidasa, lipasa pancreàtica, nucleases i amilasa.
El suc pancreàtic és de naturalesa alcalina per l'alta concentració d'anions hidrogencarbonat. Això és útil per neutralitzar l'acidesa de l'àcid gàstric, permetent l'acció enzimàtica efectiva.
La secreció del suc pancreàtic està regulada per les hormones secretina i colecistoquinina, la qual es produeix a les parets del duodè.
Completa la digestió del aliments.